# Tataresd (Burzsuk község)
Tataresd románul: Tătărești, falu Romániában, Erdélyben, Hunyad megyében.

## Fekvése
Illyétől nyugatra, a Maros jobbparti úton fekvő település.

## Története
Tataresd, Tatárfalva nevét 1418-ban említette először oklevél fossatum ville Tatarfalua néven. 1468-ban p. Tatarfalwa néven fordult elő, és Illye város birtokai közé tartozott. 1733-ban Tatarest, 1750-ben Teteresty, 1760–1762 között Tataresd, 1913-ban Tataresd néven említették az oklevelekben. A trianoni békeszerződés előtt Hunyad vármegye Marosillyei járásához tartozott. 1910-ben 585 lakosából 18 magyar, 566 román volt. Ebből 14 római katolikus, 566 görög keleti ortodox volt.

## Források

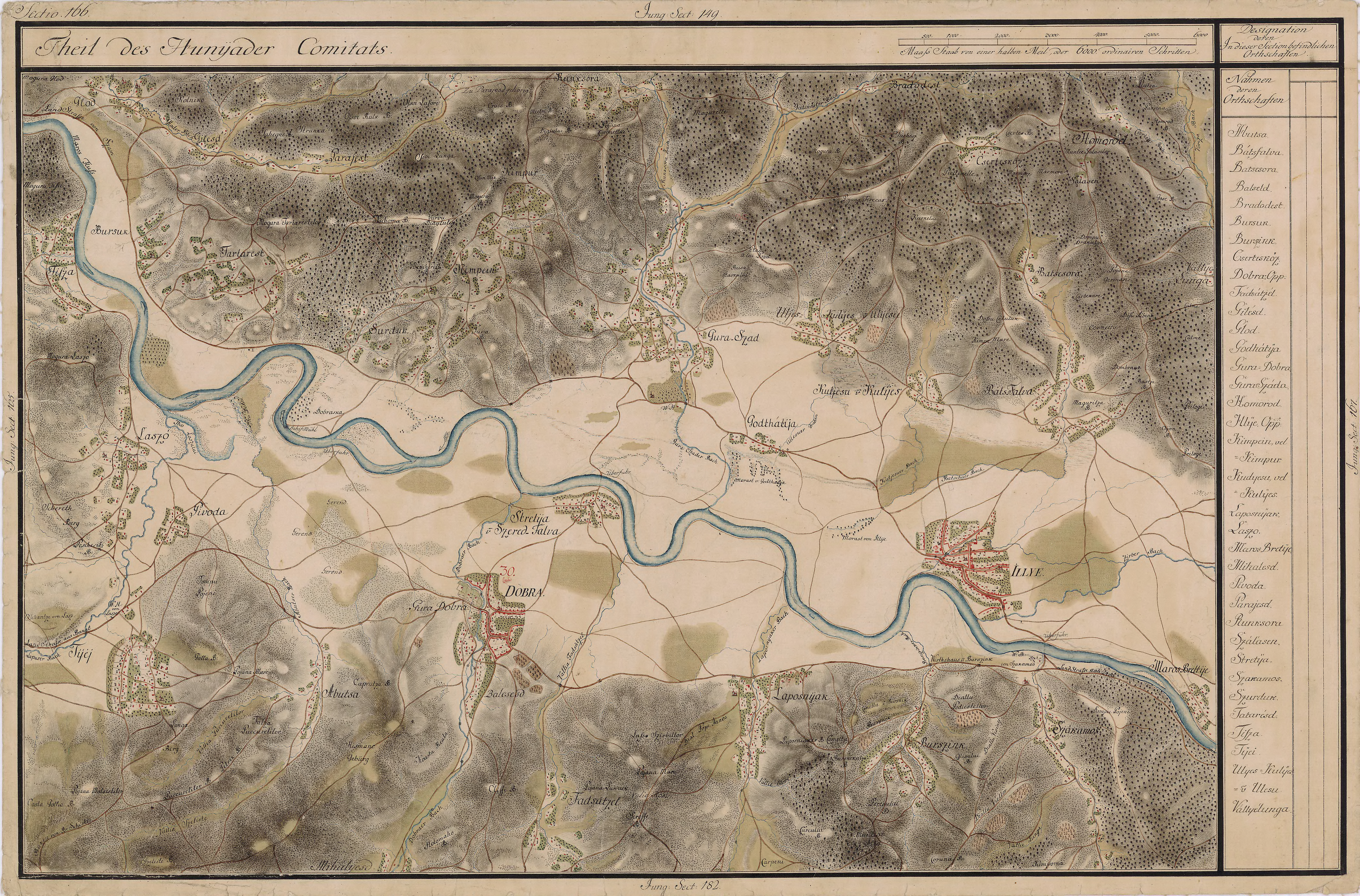
Tataresd egy régi fényképen